# 하인리히 루트비히 다레스트
하인리히 루트비히 다레스트(Heinrich Ludwig d'Arrest, 1822년 7월 13일 ~ 1875년 6월 14일)는 독일의 천문학자로, 하인리히 루이 다레스트(Heinrich Louis d'Arrest)라고도 한다. 그는 베를린에서 태어났다.
다레스트는 베를린 대학교 재학 중에 요한 고트프리트 갈레의 연구팀에 속해 있었다. 다레스트는 1846년 9월 23일에 위르뱅 르베리에의 예측 장소 부분의 성도와 하늘을 비교하여 다른 점을 찾아 행성을 찾자고 제안했다. 그날 밤, 해왕성이 발견되었다. 이후 다레스트는 라이프치히 천문대로 옮겨가 자기 이름이 붙은 혜성(다레스트 혜성) 및 소행성(76 프레이야)과 성운들을 발견했고, 1864년에는 화성의 위성을 탐색했으나 실패했다. 다레스트는 1875년에 왕립 천문학회 금메달을 수상했다.
다레스트는 1875년에 덴마크의 코펜하겐에서 죽었다.
다레스트의 이름을 딴 천체로는 달 표면의 충돌구 다레스트가 있으며, 화성의 위성 포보스의 충돌구 중에서도 그의 이름을 딴 것이 있다. 또한 소행성 9133 다레스트 역시 그의 이름을 딴 것이다.